# Кавалеры ордена Святого Георгия III класса У
Кавалеры ордена Святого Георгия III класса на букву «У»
Список составлен по алфавиту персоналий. Приводятся фамилия, имя, отчество; звание на момент награждения; номер по спискам Григоровича — Степанова и Судравского; дата награждения. Лица, чьи имена точно идентифицировать не удалось, не викифицируются.
- Уваров, Фёдор Петрович, генерал-лейтенант, № 129, 28 января 1806
- Угрюмов, Павел Александрович, генерал-лейтенант, № 439, 3 сентября 1831
- Удовиченко, Михаил Дмитриевич, полковник, 15 июня 1915
- Уланиус, Карл Карлович, генерал-майор, № 127, 12 января 1806
- Унтилье, Амплей Ананьевич, генерал-майор, № 401, 29 октября 1827
- Ушаков, Александр Клеонакович, генерал-лейтенант, № 479, 21 марта 1854
- Ушаков, Николай Александрович, генерал-майор, № 171, 22 августа 1807
- Ушаков, Павел Николаевич, генерал-майор, № 408, 1 октября 1828
- Ушаков, Сергей Николаевич, генерал-майор, № 302, 3 июня 1813